# Provincia de Charcas
La provincia de Charcas, también conocida como gobernación de Charcas o, en sus inicios, provincia de los Charcas, fue un territorio ultramarino dentro del Imperio español en Sudamérica. Abarcó una parte considerable de lo que hoy es Bolivia, además de áreas circundantes. Su historia administrativa se desarrolló dentro de dos virreinatos: el del Perú (1542-1776) y el del Río de la Plata (1776-1814), con la implementación del sistema de intendencias en 1782.
Es fundamental distinguir entre la "provincia de Charcas" como entidad territorial y administrativa, y la Real Audiencia de Charcas, una institución judicial con bastos poderes gubernativos y una jurisdicción mucho más extensa. La Audiencia, con sede en La Plata (hoy Sucre), ejercía su autoridad judicial sobre un amplio territorio que incluía a la provincia de Charcas, pero que se extendió mucho más allá. A diferencia de otras Audiencias, la Audiencia de La Plata tenía, dentro del territorio de la provincia de Charcas "tanto atribuciones judiciales como administrativas y políticas". El presidente de la Real Audiencia de Charcas desempeñaba un rol fundamental en la administración de la provincia de Charcas. Aunque, de iure, era subordinado al virrey del Perú o del Río de la Plata, en la práctica, su autoridad era de facto más amplia debido a las funciones tanto judiciales como gubernamentales que asumía. La figura del presidente era clave para la resolución de conflictos internos, y su influencia se extendía más allá de la esfera judicial. Durante el periodo de los corregimientos (hasta 1782), el presidente supervisaba a los corregidores y asumía ciertas funciones de gobierno ad interim que le otorgaban una gran autoridad sobre la provincia. Cabe aclarar que, en la época colonial, existía a menudo ambigüedad entre los propios españoles al referirse a la 'provincia de Charcas' o a la 'Real Audiencia de Charcas', ya que, en muchos casos, estos términos eran casi intercambiables y difíciles de definir con precisión en términos actuales.

## Historia

### Primeros años: etapa de los tenientes gobernadores (1538-1546)
Tras la conquista del Imperio Inca, la Corona española otorgó a Francisco Pizarro el título de Gobernador de Nueva Castilla en 1529. Este título, que podríamos considerar como el de Gobernador del Perú de facto durante la etapa inicial de la conquista, le otorgó amplias facultades sobre los territorios conquistados. Pizarro organizó la administración inicial y designó representantes en diferentes regiones.
En 1538, cerca de 100 españoles liderados por Gonzalo Pizarro, hermano de Francisco, junto a miles de indios aliados, se adentraron en los territorios de los yamparás, cara-caras y los denominados indios charcas. Gonzalo, explorando el terreno, determinó que estas comarcas formaran la "provincia de los Charcas", declarándolas parte del Imperio Español. Gonzalo informó de este hallazgo a su hermano Francisco, quien lo convenció de iniciar una fundación en dicha provincia.
En esta fase inicial y transitoria, ante la ausencia de una estructura administrativa formal, se designaron tenientes gobernadores para representar al Gobernador del Perú en la región. Mientras Gonzalo informaba a su hermano, dejó a Diego de Rojas como el primer teniente gobernador de la provincia de los Charcas. Rojas, con ayuda de indígenas, se enfrentó a los chiriguanaes, obteniendo éxitos militares. Posteriormente, Rojas partió rumbo al suroriente en busca de Pedro de Candia, con la intención de avanzar hacia los Chunchos, dejando a Francisco de Aguirre como Teniente Gobernador a fines de 1539. Aguirre luego siguió los pasos de Rojas, dirigiéndose también hacia los chiriguanaes del valle del sur.
El 16 de abril de 1540, la actual ciudad de Sucre fue fundada bajo el nombre de "Villa de La Plata" o "Villa de La Plata de la Nueva Toledo" por Pedro Anzúrez de Camporredondo (también conocido como Peranzúrez, Peranzules o Pero de Anzúres), sobre la base de una comarca o poblado indígena llamado Chuki-Chaca (aimara) o Chuquiochata (puquina), cumpliendo órdenes de Francisco Pizarro. Tras la fundación, Anzúrez de Camporredondo fue designado también como Teniente Gobernador en 1540.
A estos primeros tenientes les sucedieron otros, como el capitán Diego de Reyes desde 1542, y el general Francisco de Almendras, designado por Gonzalo Pizarro (quien. recuérdese, actuaba como gobernador de facto en el Perú) desde el 28 de octubre de 1544 hasta el 16 de julio de 1545. El último teniente gobernador fue Alonso de Mendoza, que ejerció el cargo desde 1545 hasta 1546.
Esta etapa de los tenientes gobernadores fue breve, ya que la Corona española buscaba una mayor centralización del poder. En 1542 se creó el virreinato del Perú, y para 1546 se inició la división del territorio en corregimientos, lo que implicó el fin de la figura del Teniente Gobernador en Charcas. Alonso de Mendoza fue nombrado corregidor del nuevo corregimiento de La Paz (1548-1549), mientras que en el ya existente corregimiento de Charcas fue designado Juan Polo de Ondegardo (hasta 1549).

### Real Audiencia de Charcas y sus corregimientos
Los corregimientos existentes dentro de Charcas pudieron haber variado en el tiempo. Para el siglo XVIII la provincia de Charcas estaba comprendida por los territorios de Moxos y Chiquitos además de 27 corregimientos, que eran unidades administrativas civiles establecidas por la Corona española. Sin embargo, estos corregimientos a menudo coincidían geográficamente con las jurisdicciones eclesiásticas, organizadas bajo obispados o arzobispados, las cuales no ejercían funciones políticas, sino religiosas y pastorales. Los corregimientos se agrupaban de la siguiente manera según los límites eclesiásticos:
- Dependientes del obispado del Cuzco: 
  - Lampa
  - Azángaro
  - Carabaya.
- Dependientes del arzobispado de La Plata: 
  - La Plata-Potosí
  - Oruro
  - Parma
  - Carangas
  - Chayanta
  - Cochabamba
  - Porco
  - Tarija
  - Tomina
  - Yamparaes
  - Lipes
  - Atacama
  - Apolobamba
  - Pilaya y Paspaya
  - Pomabamba.
- Dependientes del obispado de La Paz: 
  - La Paz
  - Larecaja
  - Sicasica
  - Pacajes o Berenguela
  - Omasuyos
  - Chucuito
  - Paucarcolla.
- Dependientes del obispado de Santa Cruz de la Sierra: 
  - Mizque
  - Santa Cruz

Por encima de ellos se encontraba la figura del Presidente de la Real Audiencia de Charcas. Durante este  periodo de los corregimientos (hasta 1782), la figura del presidente fue clave para la resolución de conflictos internos, y su influencia se extendió mucho  más allá de la esfera judicial. Este, por ejemplo, inicialmente supervisaba a los corregidores y asumía ciertas funciones de gobierno ad interim que le otorgaban una gran autoridad sobre la provincia. Aunque en teoría, la Real Audiencia era una entidad que oficialmente sólo se tenía que remitir al ámbito judicial, con los años fue ganando cada vez más un mayor poder gubernativo.

### Fin de los corregimientos y la implementación de las intendencias (1782)
El sistema de corregimientos, si bien cumplió una función importante en la administración del territorio durante gran parte del período colonial, presentaba ciertas deficiencias, como la corrupción y el abuso de poder por parte de algunos corregidores. En el siglo XVIII, la Corona española, bajo la influencia de las ideas ilustradas y con el objetivo de centralizar el poder y mejorar la administración de sus colonias, implementó una serie de reformas conocidas como las Reformas Borbónicas.
Una de las reformas más importantes fue la creación del sistema de intendencias, inspirado en el modelo francés. Este sistema buscaba una mayor eficiencia en la recaudación de impuestos, un mejor control del territorio y una administración más profesionalizada.
En el virreinato del Río de la Plata, al que pertenecía la Audiencia de Charcas desde 1776, el sistema de intendencias se implementó a partir de 1782. Este año marca el fin oficial del sistema de corregimientos en la región.
Las intendencias reemplazaron a los corregimientos como unidades administrativas. Al frente de cada Intendencia se encontraba un Intendente, un funcionario nombrado directamente por el Rey, con amplias facultades en materia de justicia, hacienda, guerra y policía. Ese mismo año, con la creación de la intendencia de Chuquisaca, el presidente de la Real Audiencia asumió también el cargo de gobernador intendente, fusionando así, oficialmente, sus roles judiciales y administrativos.
En el territorio de la Audiencia de Charcas, se crearon varias intendencias (que a su vez estaban subdivididas cada una en "partidos"), entre las que destacan la Intendencia de Chuquisaca —cuyo gobernador era a la vez presidente de la Real Audiencia de Charcas— fue creada por la Real Ordenanza de Intendentes de Ejército y Provincia del 28 de enero de 1782, basándose parcialmente en la provincia de Charcas.

(...) otra en la Ciudad de La Plata, cuyo distrito será el del Arzobispado de Charcas, excepto la Villa de Potosí con todo el territorio de la Provincia de Porco en que está situada, y los de los de Chachanta o Charcas, Atacama, Lípez, Chichas y Tarija, pues estas cinco Provincias han de componer el distrito privativo de la restante Intendencia, que ha de situarse en la expresada Villa (...)

La implementación de las intendencias supuso una reorganización profunda de la administración colonial. Los corregimientos desaparecieron, dando paso a una estructura más centralizada y controlada por la Corona. Si bien la Audiencia de Charcas continuó existiendo, su papel se vio modificado, especialmente en lo relativo a las funciones de gobierno, que pasaron a ser ejercidas principalmente por los Intendentes.
Con esta adición, el texto ofrece una visión más completa de la evolución administrativa de Charcas, desde los primeros tiempos con los tenientes del gobernador, pasando por el período de los corregimientos, hasta la implementación del sistema de intendencias y el fin de los corregimientos en 1782.
Intendencia de Potosí
Intendencia de Cochabamba
Esta intendencia comprendía, en su máxima extensión a Santa Cruz de la Sierra y las gobernaciones de Mojos y Chiquitos
Intendencia de La Paz
Intendencia de Puno
El 28 de enero de 1782, el rey Carlos III promulgó la "Real Ordenanza para el establecimiento e instrucción de intendentes de ejército y provincia en el virreinato de Buenos Aires", que incluyó los territorios "partidos" de Paucarcolla, Chucuito, Lampa, Azángaro y Carabaya dentro de la Intendencia de La Paz, la cual pertenecía a la provincia de Charcas y estaba bajo la jurisdicción del virreinato del Río de la Plata.
Sin embargo, tras la rebelión de Túpac Amaru II, y a propuesta del virrey Juan José de Vértiz y Salcedo, junto al superintendente Francisco de Paula Sanz, el rey creó el 31 de diciembre de 1783 la Intendencia de Puno. Esta nueva intendencia segregó de la Intendencia de La Paz los partidos de Chucuito, Lampa, Azángaro, Carabaya y Paucarcolla. La capital de la nueva intendencia fue la villa San Carlos de Puno, que fue elevada a ciudad el 14 de octubre de 1805. La creación de la Intendencia de Puno respondía a la gran extensión territorial de la Intendencia de La Paz, lo que dificultaba una administración eficaz.
Durante los primeros años de su existencia, la Intendencia de Puno permaneció bajo la provincia de Charcas debido a su vinculación con la Real Audiencia de Charcas. Esta situación continuó hasta 1796, cuando una real cédula del 1 de febrero de 1796 incorporó los territorios de la Intendencia de Puno a la Real Audiencia del Cuzco y, en consecuencia, al virreinato del Perú. Con esta reorganización, los territorios de la Intendencia de Puno fueron separados de la jurisdicción de la provincia de Charcas y del virreinato del Río de La Plata, estableciéndose definitivamente en el ámbito del virreinato del Perú.

### Transición a la independencia
La creación del virreinato del Río de la Plata en 1776 trasladó la jurisdicción administrativa de Charcas a Buenos Aires. Los eventos de 1809 en Chuquisaca y La Paz fueron cruciales para el inicio del proceso independentista. Tras años de lucha y la acción de las Republiquetas, se declaró la independencia de Bolivia en 1825. Con esta versión extendida, se profundiza en la importancia del Gobernador del Perú en la etapa inicial, se enfatiza la autonomía administrativa de Charcas gracias a la Real Audiencia y se conecta este factor con la posterior formación de Bolivia.

### Independencia de Bolivia

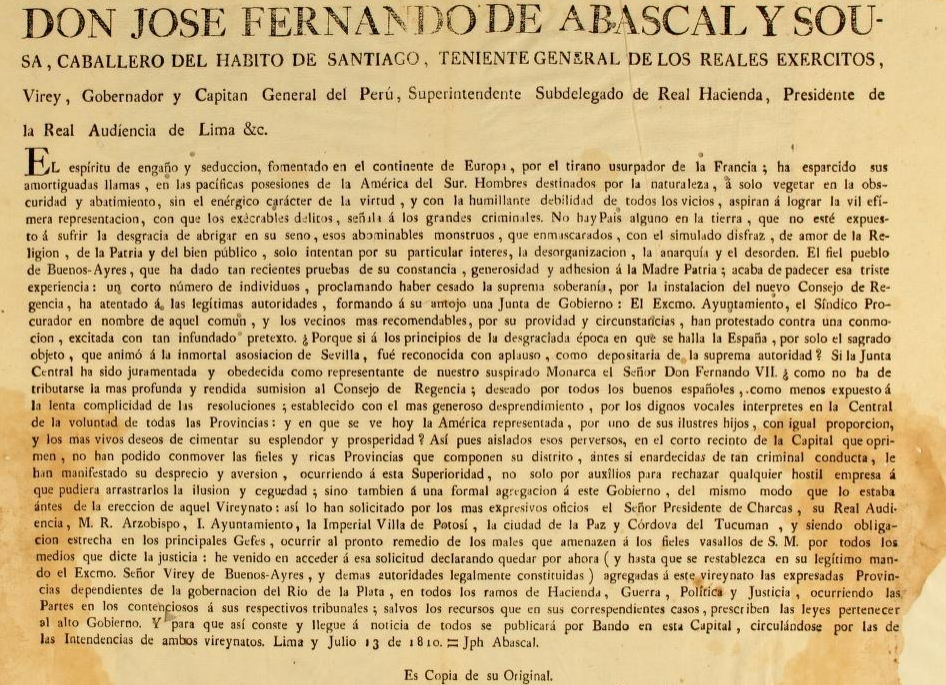
Bando del 13 de julio de 1810 agregando provisionalmente la provincia de Charcas y Córdoba del Tucumán al virreinato del Perú

La independencia de Bolivia se gestó a partir de las revoluciones de Chuquisaca (Sucre), el 25 de mayo de 1809, y de La Paz, el 16 de julio del mismo año. Estos dos levantamientos fueron los primeros gritos libertarios en las colonias españolas de Sudamérica, convirtiendo al territorio de la actual Bolivia en el punto de partida de la lucha independentista en la región. Sin embargo, paradójicamente, el país fue el último en consolidar su independencia, en 1825.
Tras la Revolución de Mayo de 1810 en Buenos Aires, la Junta de Gobierno de esa ciudad extendió su influencia hacia Córdoba, Tucumán y la provincia de Charcas, territorios que formaban parte del virreinato del Río de la Plata. No obstante, más allá de la presencia militar del Ejército del Norte, no se estableció una administración efectiva del Alto Perú por parte de Buenos Aires.
Ante esta situación, el 13 de julio de 1810, el virrey del Perú, José Fernando de Abascal y Sousa, anexó provisionalmente las provincias de Charcas y Córdoba del Tucumán a su virreinato. En el decreto de anexión, el virrey Abascal aclaró que esta medida se mantendría "hasta que se restablezca en su legítimo mando el Excmo. Señor Virrey de Buenos-Ayres, y demás autoridades legalmente constituidas", reconociendo que solo la autoridad real podía desmembrar definitivamente el territorio del virreinato del Río de la Plata.
A partir de este momento, se sucedieron diversas campañas militares en el Alto Perú, caracterizadas por un constante vaivén de fuerzas realistas y patriotas, hasta el abandono definitivo de las Expediciones Auxiliadoras al Alto Perú enviadas desde Buenos Aires. A pesar de la inestabilidad política y militar, la llama de la insurgencia se mantuvo viva gracias a la acción de las guerrillas rurales, conocidas como republiquetas, que operaban en diferentes puntos del territorio.
En un giro inesperado, Pedro Antonio Olañeta, un militar español de convicciones absolutistas y destacado caudillo local, se rebeló contra la autoridad del virrey del Perú. Esta acción, aunque no intencionada, favoreció indirectamente a las fuerzas independentistas, contribuyendo a la derrota del virrey La Serna en las decisivas batallas de Junín y Ayacucho. Sin embargo, Olañeta fue finalmente derrotado y muerto al año siguiente en el combate de Tumusla, mientras intentaba resistir el avance patriota en el Alto Perú.
Tras la victoria independentista en Ayacucho, Antonio José de Sucre, bajo las órdenes de Simón Bolívar, convocó a una Asamblea General de Diputados de las Provincias del Alto Perú. Este congreso, reunido desde el 10 de julio de 1825, tomó la histórica decisión de declarar la independencia del territorio, que adoptaría el nombre de Bolivia. El 6 de agosto del mismo año, se suscribió solemnemente el Acta de Independencia de Bolivia, sellando el nacimiento de una nueva nación.

## Legado
La presencia de la Real Audiencia de Charcas, con su considerable autonomía administrativa, generó una identidad regional diferenciada dentro del Imperio español. La capacidad del presidente de la Audiencia para suplir al virrey, la comunicación directa con el Consejo de Indias y la vasta jurisdicción de la Audiencia contribuyeron a consolidar este sentimiento de autonomía. Esta autonomía administrativa fue un factor crucial en el proceso de independencia y en la posterior formación de Bolivia. Los límites de la antigua jurisdicción de la Audiencia, aunque no coincidían exactamente con los de la "provincia de Charcas" en su sentido más estricto, influyeron en la delimitación del nuevo país. El sentimiento de identidad regional, forjado durante el período colonial gracias a la autonomía de la Audiencia, se tradujo en un fuerte deseo de independencia y en la configuración de un territorio propio.